# Palenque (Panama)
Palenque è un comune (corregimiento) della Repubblica di Panama situato nel distretto di Santa Isabel, provincia di Colón, di cui è capoluogo. Si estende su una superficie di 62,8 km² e conta una popolazione di 404 abitanti (censimento 2010).